# برصة
برصة أو برسا هي قرية لبنانية من قرى قضاء الكورة في محافظة الشمال.